# Право
Право се може назвати системом норми људског понашања које прописује и у случају кршења санкционише држава. Право међутим своје изворе има у моралу, обичајима, етици и нарочито правди. Ово двојно лице права је тема вишевековне расправе о томе да ли се правом могу назвати и они системи норми које прописује нелегитимна или неправедна власт. За правнике позитивисте и ови системи се могу назвати правом (уколико их државна власт спроводи довољно ефикасно), док за јуснатуралисте ови системи се не могу назвати правом у пуном смислу те речи.
У правној теорији и филозофији право се одређује не само као идеална, духовна појава, тј. као скуп мисли, већ и као реална појава. Реалне појаве су оне које имају и временску и просторну димензију. Као реална појава, право је везано за људе и њихову психу, као и за њихово друштво.
Право је систем правила која су креирана и која се примењују преко друштвених или владиних институција ради регулације понашања. Правни систем помаже у регулисању и осигуравању стања у коме заједница показује поштовање и унутрашњу равноправност. Закони на државном нивоу могу бити донети путем колективног законодавства или једног законодавца. Приватне особе могу створити правно обавезујући уговор, укључујући арбитражне споразуме којима могу изабрати да прихвате алтернативну арбитражу у редовном судском поступку. Формирање самих закона може бити под утицајем устава, написаног или прећутног, и права кодираних у њему. Право обликује политику, економију, историју и друштво на различите начине и служи као посредник односа између људи.
Општа разлика се може направити између (а) надлежности цивилног права, у коме законодавство или други централни орган кодификује и консолидује своје законе, и (б) англосаксонског правног система (common law), где је судски преседан прихваћен као обавезујући закон. Историјски гледано, верски закон је играо значајну улогу чак и у решавању секуларних питања и још увек се користи у неким верским заједницама. Исламски шеријатски закон је најшире кориштени верски закон на свету и користи се као примарни правни систем у неким земљама, као што су Иран и Саудијска Арабија.
Право се генерално дели на две главне области. Кривично право се бави понашањем које се сматра штетним за друштвени поредак и у којем се крива странка може осудити или казнити. Грађанско право се бави решавањем тужби (спорова) између појединаца или организација.
Право представља извор научне истраге о правној историји, филозофији, економској анализи и социологији. Право такође покреће важна и сложена питања која се тичу једнакости, правичности и правде

## Дефиниције и појам права
Сам појам права је релативан па су и све дефиниције права релативне. Класична подела дефиниција права је на реалне, номиналне и концептуалне, која се заснива на томе да ли је предмет дефинисања ствар, исказ или појам.
Дефиниције права су обично дате у облику дескриптивних и прескриптивних исказа о праву.
- Дескриптивне дефиниције права представљају скуп исказа којима се тврди, описује и објашњава шта је право. Циљ дескрипција је да обавештавају о чињеницама и да на тај начин посредно утичу на понашање људи.
- Прескриптивне дефиниције права налажу неко чињење или нечињење, припрећено или не, применом државне санкције. Циљ прескрипција је да обавештавају о нечијим жељама и вољи и на тај начин непосредно утичу на понашање људи.
- Постоје и дескриптивно-прескриптивни искази, када се каже из чега се састоји право и каква му је друштвена функција, тј. какво би требало да буде.

Важна врста дефиниција је Аристотелова дефиниција (per genus proximum et diferentiam specificam), заснована на коришћењу родног појма и особене разлике.

### Теорије о праву
Бројне и разноврсне правне теорије груписане су у идеалистичке и реалистичке теорије о праву.
- Идеалистичке теорије о праву су веома старе и могу се разврстати на природноправне, априористичко-феноменолошке и егзистенцијалистичке, формалне и културалистичке правне теорије.
- Реалистичке теорије о праву се могу разврстати на позитивистичке, социолошке, интегралне и мултидисциплинарне.

Нарочито важно место заузимају природноправне, позитивистичке и социолошке теорије, па се због тога каже да право има три значења: природноправно, позитивноправно и социолошкоправно.
1. Природноправне теорије у праву виде једно више, истинско право које служи постизању општег добра и праведности. Заједничко им је уверење да право представља двојни нормативни систем састављен из система природног права и позитивног права које му је подређено (Тома Аквински, Хуго Гроције).
2. Позитивистичке правне теорије одбацују идеју природног права. Оне истражују у праву оно што јесте и сматрају да нема другог права осим позитивног права (Савињи, Ханс Келзен).
3. Социолошкоправне теорије право одређују као друштвену појаву, а његову суштину тумаче деловањем друштвених чинилаца (Херберт Спенсер, Макс Вебер).

Сва ова гледишта се своде на једно да право регулише друштвене односе у којима може доћи до повреде општедруштвеног интереса, заједничких интереса свих чланова друштва. Ови заједнички интереси према једнима састоје у реду, другима у миру, а трећима у правди.

### Заједничка својства права
Постоји дванаест карактеристичних заједничких својстава, односно мерила правности. Ова заједничка својства права омогућавају одвијање заједничког живота са што мање неусклађености, препрека, сукоба и борби које разарају друштво. То су:
1. спољашњост - правом се регулише спољашње телесно понашање, чињење или нечињење,
2. хетерономност - када се субјект покорава норми коју је донео неко други,
3. друштвеност - правним нормама се искључиво регулише понашање људи,
4. регулативност - системски легитимни утицај на понашање људи,
5. традиционални предмет регулисања - сукоб интереса је нарочито изражен у областима имовинских односа, односа власти и друштва који су традиционални предмет регулисања,
6. мерљивост и прецизност - тачно се одређују овлашћења и обавезе субјеката и прецизан поступак, прецизне норме,
7. појава спора и постојање суда - због различитих интереса људи настаје спор па је неопходна неутрална страна - суд који мора бити друштвено и правно признат,
8. поступак формализације,
9. друштвена санкција - мора бити правом предвиђена, друштвена, мерљива и сразмерна,
10. остваривање вредности реда, мира и сигурности,
11. захтев за остваривање других друштвених и правних вредности и
12. омогућавање сапостојања људи у друштву

## Историја
Историја закона је блиско повезана са развојем цивилизације. Древни египататски закон, који датира уназад до 3000. п. н. е., садржи грађански кодекс који је вероватно био подељен на дванаест књига. Он је био базиран на концепту Маата, карактерисан традицијом, реторички говор, друштвене једнакости и непристрасности. До 22. века п. н. е., древни сумерски владар Ур-Наму је формулисао први законик, који се састојао од казуистичких изјава („ако … онда ...”). Око 1760. п. н. е., краљ Хамураби је даље развио Вавилонски закон, кодирањем и уписивањем у камен. Хамураби је поставио неколико копија свог законика широм Вавилонског краљевства као стеле, за читаву јавност да види; ово је постало познато као Хамурабијев законик. Британски асиролози су открили најочуванију копију тог законика у 19. веку, и од тог времена је био у потпуности пресловљен и преведен на различите језике, укључујући енглески, италијански, немачки и француски.
Стари завет датира уназад до 1280. п. н. е. и има облик моралних императива као препорука за добро друштво. Мали грчки град-држава, древна Атина, од око 8. века п. н. е. је била прво друштво које је било засновано на широком укључивању њених грађана, искључујући жене и робовску класу. Међутим, Атина није имала правну науку нити иједну реч за „закон”, уместо тога се ослањала на троделно прављење разлике између божанског закона (thémis), људских одлука (nomos) и обичаја (díkē). Ипак старогрчки закон садржао је значајне уставне иновације у развоју демократије.
Римско право је било под великим утицајем грчке филозофије, али су његова детаљна правила развијена од стране професионалних правника и била су софистицирана. Током векова између успона и опадања Римског царства, закон је био прилагођен како би се носио са променљивим друштвеним ситуацијама и подвргнут је знатним кодификацијама под Теодосијем II и Јустинијаном I Иако су законици замењени обичајним правом и предметним законом током мрачног доба, Римски закон је био поновно откривен око 11. века кад су средњовековни правни учењаци почели да истражују Римске рукописе и адаптирају њихове концепте. Латински правни максимуми (звани брокарди) су били састављени као водич. У средњевековној Енглеској, краљевски судови су развили орган преседана што је касније прерасло у опште право. Широм Европе трговачки закон је био формиран тако да су трговци могли да тргују користећи заједничке стандардне праксе уместо многобројних издељених аспеката локалних закона. Трговачки закон је прекурзор модерног привредног права, који је наглашавао слободу уговарања и отуђивости имовине. Са порастом национализма у 18. и 19. веку, трговачки закон је био инкорпорисан у локалне законе земаља под новим грађанским кодексима. Наполеонов и немачки кодекс су постали најутицајнији. За разлику од енглеског обичајног закона, који се састоји од енормних томова судске праксе, кодекси у малим књигама су једноставни за преузимање и судије их с лакоћом примењују. У данашње време, постоје индикације да грађанско и опште право конвергирају. Закон ЕУ је кодификован у уговорима, али се развија кроз преседане Европског суда правде.
Древна Индија и Кина представљају дистинктне правне традиција, и историјски су имале независне школе правне теорије и праксе. Артхашастра, вероватно састављена около 100-те године (мада садржи старије материјале), и Мануов законик (c. 100–300) били су основне студије у Индији, и обухватали су текстове који се сматрају ауторитативним правним смерницама. Мануова централна филозофија је била толеранција и плурализам, и цитирана је широм југоисточне Азије. Ова хиндуистичка традиција, заједно са исламским правом, замењени су општим правом када је Индија постала део Британска империја. Малезија, Брунеј, Сингапур и Хонгконг су исто тако усвојили опште право. Источно азијска правна традиција одражава јединствену мешавину секуларног и верског утицаја. Јапан је био прва земља која је започела модернизацију свог правног система под западним утицајем, прихватајући делове француског, и углавном немачког цивилног законика. Ово је делимично одражавало статус Немачке као растуће снаге у касном 19. веку. Слично томе, традиционално кинеско право је уступило место прозападном приступу током задњих година династије Ћинг у форми шест приватних законика заснованих углавном на јапанском моделу немачког права. Данас Тајвански закон задржава најближу повезаност са кодификацијама из тог периода, због разилажења између Чанг Кај Шекових националиста, који су побегли тамо, и Мао Цедунгових комуниста који су освојили контролу над главнином земље 1949. године. Садашња правна инфраструктура у Народној Републици Кини је била под снажним утицајем Совјетског социјалистичког закона, који есенцијално увећава административно право на рачун приватних права. Услед брзе индустријализације, данас Кина пролази кроз процес реформи, бар у смислу економских, ако не и социјалних и политичких права. Нови уговорни законик из 1999. године представљао је одступање од административне доминације. Штавише, након преговора у трајању од петнаест година, Кина је 2001. године приступила Светској трговинској организацији.

## Правна наука
Правна наука је друштвена наука којој су главни објекти проучавања држава и право. Правна наука је изградила систем који обухвата низ посебних правних наука.
Систем правне науке се може се поделити у три основне групе:
- група општетеоријских правних наука - у њој се изучавају елементи који су заједнички свим државама и свим правним системима, без обзира на историјско раздобље, географски положај и сл.
- група историјскоправних наука - проучава развој права кроз историју
- група позитивноправних наука - изучава конкретне правне системе који постоје у садашњости (позитивноправни системи)

## Правни системи
Систем права је скуп правних норми што постоје у некој држави. Назива се још и позитивноправни систем. Правни систем је уређена (систематизована) целина свих правних правила. Елементи правног система су следећи:
- правни систем као целина
- правна група
- правна грана
- правни институти (правне установе)
- правно правило (правна норма)

### Гране права
- Уставно право је грана права која проучава темеље на којима почива држава, те слободе права и дужности човека и грађанина.
- Управно право је грана права која проучава деловање тела државне управе и других државних тела и правних особа с јавним овлаштењима.
  - Управно поступовно право
- Финансијско право - уређује основе јавних прихода и расхода, пореза и прорачуна.
- Грађанско право - уређује грађанскоправне односе.
  - Стварно право - скуп правних правила којима се уређују односи међу људима поводом ствари.
  - Обвезно право - скуп правних правила којима се уређују они друштвени односи у којим је једну страну (веровника) овластила другу страну (дужника) да тражи неку чинидбу, а друга страна је ту чинидбу дужна извршити.
  - Наследно право - скуп правних правила којима се за случај смрти једне особе - оставитеља, уређује прелаз њене имовине (односно њених субјективних права и обвеза) на друге особе - њезине насљеднике
  - Право интелектуалног власништва (ауторско право, право индустријског власништва)
- Породично право - скуп правних правила и начела којима се уређују породични односи, тј. личноправни и имовинскоправни односи чланова породице те чланова породице према трећим особама.
- Трговачко право - скуп правних правила која регулишу субјекте трговачког права (статусно трговачко право или право друштава) и правне послове трговачког права (уговорно трговачко право)
- Казнено право - Казнено право (у ширем смислу) је грана права која се односи на државну власт кажњавања (jus puniendi), а у ширем смислу обухвата: 1) материјално казнено право, 2) казнено процесно право, 3) извршно казнено право
- Радно право је скуп правних правила којим се уређује склапање и престанак радних односа, права и обавезе субјеката у радном односу, те остала важна питања и модалитети у радном односу и у вези с њим.
  - Социјално право
- Поморско право, Зрачно право, Прометно право
- Међународно право - уређује односе између субјеката међународног права: држава, међународних организација и појединаца (иако не признају сви теоретичари појединца за субјекта овог правног поретка)
  - Дипломатско право
  - Конзуларно право
  - Право међународних уговора
  - Свемирско право
- Међународно приватно право - садржи правила и начела за решавање приватноправних ситуација с међународним обележјима
- Грађанско процесно право - уређује поступање судова и других тела, те права и обавезе странака.
  - Грађанско парнично процесно право
  - Грађанско изванпарнично процесно право
- Међународно грађанско процесно право
- Стечајно право
- Извршно право

Црквена права и религијска права
- Канонско право
- Шеријатско право
- Жидовско право

## Извори права
У континенталном правном кругу (романско-германски правни круг) извори права су следећи:
- устав
- закони
- подзаконски прописи
- правни обичаји
- начела права

Нису извори права, али могу служити као помоћно средство за утврђивање права:
- судске одлуке
- правна доктрина

Англосаксонски правни систем (common law) назива се још и прецеденским правним системом, будући да су судске одлуке (преседани) извор права.
У међународном праву извори права су:
- међународни уговори, односно међународне конвенције било опште или посебне, која установљују правила, које изреком признају државе у спору;
- међународни обичаји као доказ опште праксе, прихваћене као право
- општа начела права призната код цивилизованих народа
- као помоћно средство за утврђивање правних правила - судска решења те учења правних стручњака различитих народа